# Open Nederlands Kampioenschap Snelschaken
De Snelschaak Marathon Dordrecht is een snelschaaktoernooi in de stad Dordrecht, in de Nederlandse provincie Zuid-Holland, dat sinds 1996 wordt georganiseerd. Dit toernooi is tevens het Open Nederlands Kampioenschap Snelschaken.

## Lijst van winnaars

### Meervoudige winnaars
| Overwinningen | Schaker         | Land                      | Jaren       |
| ------------- | --------------- | ------------------------- | ----------- |
| 2             | Jeroen Piket    | Vlag van Nederland        | 1996 + 2002 |
| 2             | Loek van Wely   | Vlag van Nederland        | 1998 + 2000 |
| 2             | Yasser Seirawan | Vlag van Verenigde Staten | 2011 + 2012 |

### Overwinningen per land
| Overwinningen | Land                                                        |
| ------------- | ----------------------------------------------------------- |
| 6             | Nederland                                                   |
| 2             | Verenigde Staten                                            |
| 1             | Bulgarije, Armenië, Frankrijk, Rusland, Oekraïne, Hongarije |